# Postura del gosset

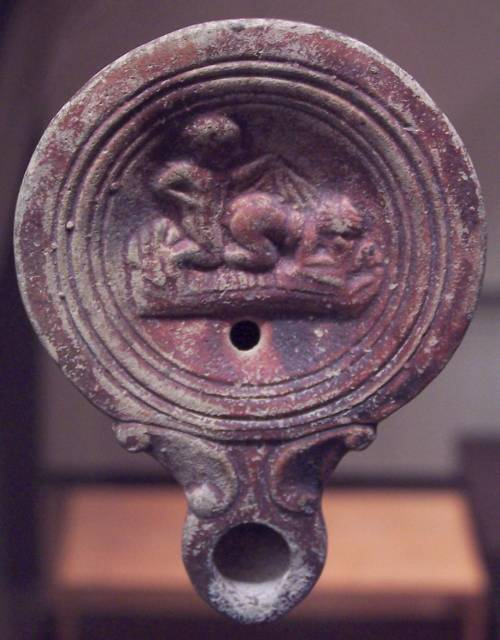
Un llum d'oli romà que representa la postura del gosset

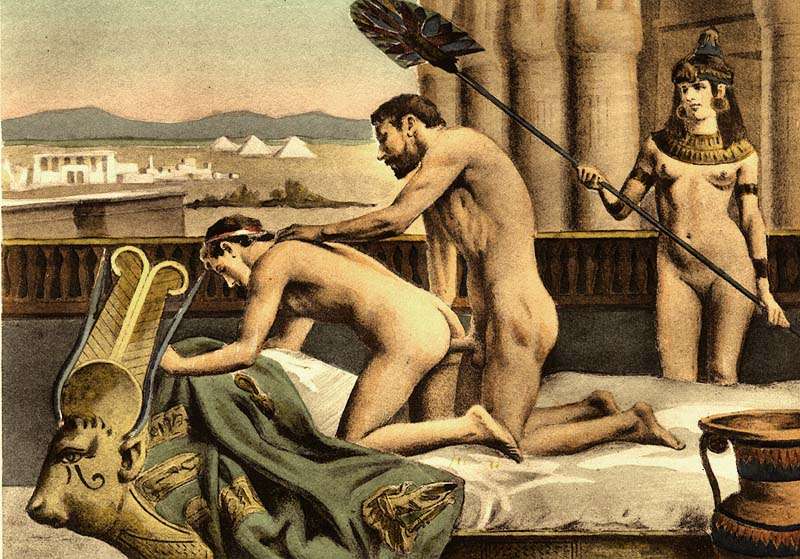
Dibuix d'Édouard-Henri Avril representant la postura del gosset

La postura del gosset designa un conjunt de posicions sexuals en les que l'individu receptor s'ajup a quatre potes, mentre el que insereix penetra la vagina o l'anus per darrere. El nom d'aquesta postura fa referència a la posició inicial assumida per un gos quan s'aparella.
Aquesta posició s'utilitza des de l'antiguitat i és descrita al Kama Sutra com «el coit d'una vaca» i també apareix citat en una altra històrica obra sexual àrab: الروض العاطر في نزهة الخاطر (traduïble com El jardí perfumat del plaer sensorial).